# Termesse
Termesse est une ville et une sous-préfecture de Guinée, rattachée à la préfecture de Koundara et la région de Boké. 

## Population
En 2016, le nombre d'habitants est estimé à 16 328, à partir d'une extrapolation officielle du recensement de 2014 qui en avait dénombré 15 267.